# Edmund Weiskopf
Edmund Weiskopf oder Weißkopf, auch Ödön Virág (* 22. November 1911 oder 1. Januar 1911 in Budapest, Österreich-Ungarn; † 16. März 1996), war ein österreichisch-ungarischer Fußballer, der den Großteil seiner Karriere in Frankreich gespielt hat und – als Edmond Weiskopf, genannt Virage – auch in der französischen Nationalelf eingesetzt wurde.

## Zur Quellenlage
Die Biografie dieses Außenstürmers jüdischer Herkunft ist, wie sich bereits an den unterschiedlichen Namensschreibweisen und Geburtsdaten zeigt, mit diversen Fragezeichen versehen, was bei einem Spieler, der es zu nationalen Titeln und internationalen Einsätzen für zwei Länder brachte, eher ungewöhnlich ist. Es gibt auch keine veröffentlichten Äußerungen Weiskopfs, lediglich ein kurzes Porträt seines ehemaligen Trainers Arthur Baar, das Weiskopfs spätere Stationen eher im Dunkeln lässt. Der Autor Marc Barreaud scheint sogar davon auszugehen, dass es sich um zwei unterschiedliche Personen handelt. Biographische Züge finden sich auch bei Horak/Maderthaner, die ihn unter dem Namen „Edi“ Weißkopf als späteren austro-französischen Nationalspieler beschreiben, der seinerzeit Barbesitzer in Paris gewesen sei und auch in der Résistance mitgewirkt haben soll.

## Vereinslaufbahn

### Vor dem Zweiten Weltkrieg
Kurz vor dem Ersten Weltkrieg im ungarischen Teil der k.u.k. Monarchie geboren, spielte er unter dem Namen Virág Ödön in den 1920ern beim jüdischen Klub VAC Budapest und anschließend in der Amateurmannschaft des MTK Budapest, von dem aus er 1931 in die Wiener Krieau zum seinerzeit erfolgreichen jüdischen Erstligisten SC Hakoah Wien wechselte. Dort spielte er unter Baar und Béla Guttmann als Edmund Weißkopf bis zum Saisonende 1934, unter anderem an der Seite von Friedrich Donnenfeld und József Eisenhoffer. Insgesamt bestritt er 36 Meisterschaftsspiele für die Hakoah und erzielte dabei fünf Tore. Bis dahin hatte Weiskopf es zudem zu einer nicht näher spezifizierbaren Anzahl von C-Länderspielen (Junioren) für den jungen ungarischen Fußballverband gebracht.
Die entscheidenden Beweggründe seines anschließenden Wechsels nach Frankreich sind nicht bekannt. Obwohl der Antisemitismus in Österreich Anfang der 1930er noch hauptsächlich latent war, könnten religiöse oder private Gründe Weiskopfs Entscheidung ebenso beeinflusst haben wie sportliche, denn während seiner letzten Monate bei den Krieauern hatte ihn Oskar Reich aus der Stammelf verdrängt. Zudem war auch westlich des Rheins seit 1932 mit dem Fußballspielen Geld zu verdienen (offiziell bis zu 42.000 alten Francs pro Jahr), und es zog zahlreiche Österreicher und Ungarn in die Division 1, so dass er möglicherweise auch einfach dem „Zug der Zeit“ gefolgt ist. Außerdem hatte er in Frankreich bereits im April 1933 auf sich aufmerksam gemacht, als er mit der Hakoah bei einem Turnier in Marseille je einen Treffer beim 6:2 gegen den FC Sochaux und beim 3:1 über den Gastgeber Olympique erzielte.
Von 1934 bis 1936 stand er beim FC Sète unter Vertrag, der in der Saison zuvor gerade den Doublé (Meisterschaft und Pokalsieg in derselben Spielzeit) gewonnen hatte. Eine Wiederholung dieser Erfolge gelang den Südfranzosen in den folgenden beiden Jahren nicht, so dass Weiskopf zunächst noch ohne Titel blieb; immerhin gehörte Sète mit den Ligaplatzierungen Vier und Sieben sowie dem Erreichen des Pokalviertelfinals 1935 aber zu den dominierenden Teams im französischen Fußball.
1936 holte ihn Trainer József Eisenhoffer zu Olympique Marseille, und gleich in seiner ersten Saison wurde er mit dieser Mannschaft Landesmeister. Er brachte es zwar in den 30 Ligabegegnungen nur auf 13 Einsätze, aber dennoch galt er auf der Linksaußenposition als Stammspieler, zumal er auch 13 Treffer erzielt hatte. Die Behauptung, Weiskopf habe in der Rückrunde dieser Saison für den Zweitligisten Le Havre AC gespielt und sei danach zu Olympique zurückgekehrt, ist wenig plausibel. Denn dann hätte er nahezu die gesamte Vorrunde für Marseille bestritten haben müssen und es wäre ungewöhnlich gewesen, wenn der Verein in der Rückrunde auf einen Spieler dieser Effizienz (1,0 Tore/Spiel) verzichtet hätte. Zudem sind für Weiskopf im September 1936 zwei Ligaeinsätze für Olympique (gegen den RC Paris und beim RC Roubaix) nachgewiesen, in denen er jeweils einen Treffer erzielte. Es folgte eine längere Pause, die darin begründet war, dass der Klub über gleich sieben hochkarätige Offensivkräfte verfügte, darunter mit Vilmos Kohut und Édouard „Waggi“ Wawrzyniak zwei weitere Linksaußen. Im Januar 1937 meldete sich Edmund Weiskopf mit einem Paukenschlag in Marseilles erster Elf zurück, als er zum 5:0-Auswärtssieg gegen Red Star drei Treffer beisteuerte. Auch in seinen folgenden zehn Spielen bis Mai – also genau in der Zeit, in der er bei Le Havre gewesen sein soll – war er noch achtmal erfolgreich; gegen Strasbourg konnte er sogar erneut drei Tore erzielen.
1937/38 wurde Marseille Vizemeister, und Weiskopf stand diesmal in zwölf Punktspielen (fünf Tore) auf dem Platz. In dieser Spielzeit gehörte auch sein ehemaliger Hakoahner Mitspieler Donnenfeld zum Aufgebot von Olympique, aber beide kamen bei dem krönenden Saisonabschluss nicht zum Einsatz, als Marseille im Endspiel um die Coupe de France mit 2:1 nach Verlängerung gegen den FC Metz obsiegte.
Die nur sporadische Berücksichtigung in Marseilles erster Elf dürfte Weiskopfs Bereitschaft, den Verein zu verlassen, gefördert haben; ab Sommer 1938 stürmte er für den Pokalfinalgegner, den FC Metz. Mit dieser Mannschaft langte es zwar nur zu einem Mittelplatz in der Division 1, aber dort wurde der am 3. März 1938 eingebürgerte Budapester im Frühjahr 1939 zum französischen A-Nationalspieler (siehe unten).

### Während Krieg und Besetzung
Anschließend wechselte Edmond Weiskopf zum Racing Club de Paris. Dieser war nicht nur wegen seiner Spielstärke (Pokalsieger und Ligadritter von 1939) attraktiv, sondern in diesem Team standen während der Saison 1939/40 mit „Rodolphe“ Hiden, „Auguste“ Jordan und „Henri“ Hiltl auch drei Österreicher sowie mit Gyula Mathe alias Jules Mathé ein Ungar, die gleichfalls französische Nationalspieler waren oder wurden. Außerdem galt Racing aufgrund des Einflusses seines Präsidenten Jean Bernard-Lévy als „judenfreundlicher Klub“. Diese Spielzeit stand aber nicht nur in Frankreich unter dem Zeichen des heraufziehenden Zweiten Weltkriegs. Bereits im September 1939 führte die französische Generalmobilmachung dazu, dass bei zahlreichen Vereinen nur noch Rumpfmannschaften zur Verfügung standen; ein geordneter Spielbetrieb war nicht mehr möglich, so dass die Liga dreigeteilt wurde. Angesichts des deutschen Einmarsches ab Mai 1940 – Paris fiel Mitte Juni – erlaubte aber selbst diese Maßnahme keinen regulären Meisterschaftsverlauf mehr: Racing beispielsweise konnte von 18 Partien in der Nordstaffel nur noch neun austragen. Der Pokalwettbewerb hingegen wurde mit dem Finale am 5. Mai 1940 im allerdings nicht ausverkauften Prinzenparkstadion (lediglich 25.970 zahlende Zuschauer) noch vollständig abgewickelt. Und in diesem Endspiel stand Edmund Weiskopf im Angriff des Racing Club, der gegen Olympique Marseille mit 2:1 gewann – jedenfalls bis zu seinem Platzverweis, nachdem er sich mit Marseilles Mittelläufer Max Conchy, der gleichfalls ausgeschlossen wurde, ein sehr intensives Duell geliefert hatte. Diese Begegnung brachte zugleich ein erneutes sportliches Aufeinandertreffen mit Friedrich Donnenfeld, der für „OM“ auf der Linksaußen-Position stürmte.
Sechs Wochen nach diesem sportlichen Triumph, am 14. Juni, besetzte die Wehrmacht Paris. Es ist zu vermuten, dass Weiskopf sich zu diesem Zeitpunkt bereits aus der Hauptstadt abgesetzt hatte. Dem Waffenstillstandsabkommen vom 22. Juni zufolge blieb der Süden des Landes unbesetzt, so dass die Verfolgungsgefahr für einen Juden mit französischer Staatsbürgerschaft dort zunächst geringer war – oder zumindest erschien, denn das Vertragswerk ermöglichte den Zugriff deutscher Behörden auf sämtliche in Frankreich lebenden Mitglieder der jüdischen Minderheit, der schon in diesem Sommer auch durchgeführt wurde. Ab September 1940 begann Theodor Dannecker, Mitarbeiter der RSHA-Dienststelle unter Helmut Knochen in Paris, mit dem Aufbau einer „Judenkartei“. Parallel dazu – und teilweise den deutschen Besatzern sogar zuvorkommend – verfolgte die neue französische Regierung unter Marschall Pétain im unbesetzten Landesteil schon 1940 eine eigenständige antisemitische Politik (Zurücknahme von Einbürgerungen ab 22. Juli, Aufhebung des Verbots antisemitischer Äußerungen in der Presse am 27. August, erstes „Judenstatut“ am 3. Oktober).
Sportlich nahm der Endspielgegner von Anfang Mai, Olympique Marseille, Weiskopf mit offenen Armen auf; dieser Vereinswechsel gehörte zu den spektakulärsten Transfers der Saison 1940/41 in der Division 1. Im Sommer 1941 gelang ihm dort noch einmal ein allerdings nur regionaler Titelgewinn, denn OM beendete die Saison als Meister der Südstaffel, wozu er bei zehn Einsätzen zwei Treffer beisteuerte. Offensichtlich fand er es erforderlich, sich um den Jahreswechsel 1940/41 ein Alias zuzulegen: am 29. Dezember 1940 stand er beim Auswärtsspiel in Cannes noch als Weiskopf auf dem Rasen, beim Pokalspiel vor heimischem Publikum gegen Hyères am 5. Januar 1941 und in den folgenden neun Punktspielen aber mit falschen Papieren als Virage. Zu einem Endspiel gegen den Nord-Meister Red Star Paris kam es nicht mehr, und ohnehin wäre dessen Sieger kein anerkannter Landesmeister gewesen – die „Kriegsmeisterschaften“ 1940 bis 1945 zählen nicht als offizielle Titel. Auch 1941/42 war er noch für Marseille aktiv und erzielte in 13 Spielen vier Tore.
Ab Sommer 1942 verliert sich der Weg Weiskopfs/Virages vorübergehend; dies fällt in die Zeit, in der infolge der Beschlüsse der Wannseekonferenz (Januar 1942) auch in Frankreich Menschen jüdischer Herkunft zunehmend bedrängt wurden. Er soll noch beim FC Annecy gespielt haben, bei dem er möglicherweise bis 1944 blieb – oder zu dem er erst 1946, also nach Kriegsende, kam. Für seinen Umzug nach Annecy spricht die Tatsache, dass in der italienischen Einflusszone dieser ostfranzösischen Region Juden sehr viel weitgehender vor Verfolgung geschützt waren als im Rest des Landes – jedenfalls bis zum Waffenstillstand zwischen Italien und den Alliierten vom September 1943.
Nach einer anderen Quelle spielte Weiskopf von 1942 bis 1945 wieder bei Racing Paris, was alleine aufgrund seiner Biographie und des politischen Kontextes (beispielsweise kam es am 16. Juli 1942 im Pariser Judenviertel, dem Marais, zu einer Großrazzia der französischen Polizei, der Rafle du Vel’d’Hiv) aber wenig wahrscheinlich ist, zumal in der Saison 1943/44 in ganz Frankreich – sowohl im besetzten als auch im „freien“ Teil – aufgrund der sportpolitischen Zielsetzung des Vichy-Regimes, den Professionalismus abzuschaffen, überhaupt keine Vereins-, sondern nur regionale Auswahlmannschaften (équipes fédérales) antraten. Dazu meldete das Sprachrohr der Besatzungsmacht, die Pariser Zeitung vom 5. März 1943, dass nun auch im französischen Fußball eine „Entjudung“ erfolgt sei, und nennt dabei unter anderem explizit auch Weiskopf, der zuletzt beim FC Annecy gespielt habe. Die gleiche Quelle erwähnt zudem am 5. August 1943, dass er zunächst für die Équipe Fédérale Grenoble-Dauphiné vorgesehen gewesen, dann aber als Jude aus dem Aufgebot wieder gestrichen worden sei. Für die Saison 1944/45 ist nachgewiesen, dass Edmond Weiskopf für Red Star acht Erstligaspiele bestritt und dabei vier Tore erzielte.

### Nach der Befreiung Frankreichs
Nach der Befreiung des Landes spielte er bei Red Star erneut mit Donnenfeld in einer Mannschaft; als Red Star Ende Mai 1946 das französische Pokalendspiel mit 2:4 gegen Lille OSC verlor, stand aber, wie 1938, keiner von beiden in der Elf des Klubs aus Saint-Ouen.

Selbst für die wieder friedlichere Zeit danach ist nicht eindeutig, wo bzw. ob Weiskopf überhaupt noch Fußball spielte. Dass er ab 1946 noch für Stade Français seine Stiefel schnürte, erweckt angesichts seines fortgeschrittenen Alters, der auch vorher schon nur noch gelegentlichen Einsätze sowie der Tatsache, dass Stade Français sich gerade von 1945 bis 1948 unter Trainer Helenio Herrera eher durch teure Einkäufe personell verstärkte, um endlich einmal Meister zu werden, erhebliche Zweifel. 1949 ließ er seine Profilizenz erneuern und arbeitete für den SC Maccabi Paris als Trainer. Offenbar war er bereits seit 1946 für Maccabi aktiv: mit diesem Verein nahm er im Juli 1946 an den Makkabispielen in Wien teil und unterlag – u. a. an der Seite von Donnenfeld und Ludwig Mautner – der Wiener Hakoah 1:7. Als Spieler kam Edmond Weiskopf ab der Saison 1948/49 in einer professionellen französischen Liga nicht mehr zum Einsatz.

## Der Nationalspieler
Am 16. März 1939 bestritt der inzwischen in Frankreich eingebürgerte Edmond Weiskopf im Pariser Prinzenpark ein A-Länderspiel für die Équipe tricolore – und das ausgerechnet gegen Ungarn, dessen Farben er als Jugendlicher selbst noch getragen hatte. Er spielte in einer Elf, die an diesem Tag dem Vizeweltmeister von 1938 Paroli zu bieten vermochte (Endstand: 2:2), und auf seiner gewohnten Linksaußenposition. Aber er fand während der 90 Minuten zu seinen Sturmkollegen keine Bindung, obwohl die Reihe Aston-Ben Barek-Courtois-Heisserer zum Besten gehörte, was Frankreich in diesen Jahren aufzubieten hatte, und war persönlich „gegen seine ehemaligen Landsleute dermaßen nervös, dass ihm praktisch alles misslang, was er anfing, weshalb seine internationale Karriere somit gleich wieder beendet war“. Bereits im Januar des Jahres hatte Weiskopf zum Aufgebot für das Länderspiel gegen Polen gehört, in dem er jedoch nicht zum Einsatz kam.

## Stationen
- Vívó és Atlétikai Club (oder Sondyi) Budapest
- Magyar Testgyakorlók Köre Budapest (bis 1931)
- SC Hakoah Wien (1931–1934)
- Football Club de Sète (1934–1936)
- Olympique de Marseille (1936–1938)
  - Le Havre Athletic Club (1. Halbjahr 1937) kann als widerlegt gelten
- Football Club de Metz (1938/39)
- Racing Club de Paris (1939/40)
- Olympique de Marseille (1940–1942)
- Football Club d’Annecy (1942–Anfang 1943)
- Red Star Olympique Audonien (1944 oder 1945–1946)
  - Stade Français Paris (1946/47?) ist unwahrscheinlich
- SC Maccabi de Paris (ab 1946)

## Palmarès
- Französischer Meister: 1937 (und Sieger der Südstaffel 1941)
- Französischer Pokalsieger 1938, 1940
- ein A-Länderspiel für Frankreich